# Языки Швеции
Основной язык Швеции — шведский, его родным признают около 90% населения. Он же является и официальным. Все прочие используемые в государстве языки — языки меньшинств или иммигрантов.

## История
В Средние века на территории шведского королевства (включавшего нынешние Финляндию и Эстонию) были распространены выделившийся в XIV—XV веках из древнескандинавского шведский, родственный шведскому lingua franca Ганзейского союза — средненижненемецкий язык, а также эстонский и финский языки и их многочисленные диалекты. Средненижненемецкий язык, кроме того, был родным языком жителей таких подчинённых Швеции территорий, как Шведская Померания, Бремен-Верден, Висмар, Вильдесхаузен.
В Ингерманландии, которая периодически считалась шведской территорией, говорили на русском, ижорском и водском языках.
В XIX веке, после утраты шведским королевством многих территорий, шведский язык стал основным для большинства населения. Развился стандартный (литературный) шведский.

## Основные диалекты шведского языка

### Эльвдальский
Эльвдальский, или далекарлийский, диалект подразделяется на большое количество разнообразных говоров, часто сильно отличающихся друг от друга. Носители этих говоров проживают в основном в Даларне, в частности, в коммуне Эльвдален. Их около 1500 человек.

### Гутнийский
Гутнийский диалект распространён в Готланде и Форё. Он произошёл непосредственно от древнегутнийского языка. Им владеют 5—10 тысяч человек.

### Емтландские
Емтландские диалекты распространены, главным образом, в провинции Емтланд, ими владеют около 30000 человек. До сих пор спорный вопрос, являются ли эти диалекты наречиями шведского или же норвежского языка.

### Сканский
Сканский (сконский) диалект распространён в основном в Сконе. В наши дни находится под сильным влиянием стандартного шведского. Некоторые учёные относят сканский к диалектам датского языка, так как Сконе входила в состав Дании до 1658 года.

## Иностранные языки в Швеции
В шведских школах преподаются в основном такие иностранные языки, как английский, немецкий, французский, испанский, итальянский, норвежский и датский. После Второй мировой войны заметно возросла роль английского языка. Некоторые лингвисты считают, что английский язык следует сделать вторым языком Швеции ввиду его распространённости. Причиной этого является, в первую очередь, доминирование англоязычных программ на телевидении (все программы, кроме направленных на аудиторию младшего возраста, транслируются на языке оригинала, снабжаясь шведскими субтитрами). Однако на бытовом уровне английский практически не используется. Правительство страны активно поддерживает статус шведского языка; в частности, в 2002 году шведский был впервые официально объявлен государственным языком Швеции.
По исследованию 2016 года, второй по распространенности (как родной) в Швеции язык — арабский; в 2012 году им был финский.